# Disa scullyi
Disa scullyi är en orkidéart som beskrevs av Harry Bolus. Disa scullyi ingår i släktet Disa och familjen orkidéer. Inga underarter finns listade i Catalogue of Life.